# 花21線
花21線（新城－吉安），起點花蓮縣新城鄉嘉新村新生橋北端（銜接台九線），終點花蓮縣吉安鄉永興村南華二街（接花23線）
原路線為東昌～南濱（2.320公里），2019年12月18日因中華民國交通部公告調整為現今路段，花蓮縣議會於2024年7月時建議將本鄉道改編為縣道。

## 路線特色
本路段為花蓮市區外環道，分流經過花蓮市區的台九線之車流，此鄉道全路名為中央路（一至四段），慈濟醫院園區及慈濟大學皆在本鄉道上。此外，在地花蓮人將此道路俗稱為「三十米路」。

## 改善工程
因中央路為花蓮地方重要外環道路，設雙向4車道且車流量大，但路口內側車道設為左轉專用道後，安全島因沒有內縮，造成直行車實際僅剩一個車道在外側，常造成交通尖峰時間壅塞；另也常有內車道直行車發現前方車輛欲左轉時而急忙插入外側車道，讓許多駕駛急踩剎車造成事故而釀成民怨，因此近期陸續增設內縮獨立左轉道工程。惟新設左轉避車道另一側車道的安全島太過寬出而導致路線歪曲不直，車道漸變長度亦不足，故被批評改善設計不良。

## 路線地名
- 新城鄉：嘉新村（新生橋北端，接 台9線蘇花公路）→花蓮市國強里（花蓮新城鄉界）
- 花蓮市：中央路十六股大道路口（左接花16線）→中央路中山路口（接花15線）→慈濟醫院→慈濟大學→中央路建國路口（接花22線）→中央路建昌路口（花蓮吉安鄉界）
- 吉安鄉：北昌村（花蓮吉安鄉界）→花蓮市果菜市場→吉安溪橋→中央路中山路口（接 台9丙線）→中央路中興路口（接花25-1線）→中央路稻香路口（接花28線）→永興村南華二街終點（接花23線，左轉約80公尺可接 台9線花東公路）